# Sylvère Rebetez
Sylvère Rebetez (* 1936 in Lajoux JU; † 18. November 2014 in Delémont) war ein Schweizer Maler und Lithograf.

## Leben und Werk
Sylvère Rebetez arbeitete in verschiedenen Berufen und malte mehrheitlich in den Freibergen. Die persönlichen Begegnungen mit Coghuf, Hans Erni, Alfred Manessier, André Brahier und Jean-François Comment ermutigten ihn auf seinem künstlerischen Weg. 1966 erwarb Rebetez die ehemalige Dorfschule von Lajoux JU und liess diese zu einem Wohn- und Atelierhaus umbauen. Sylvère Rebetez zeigte 1974 zum ersten Mal und mit grossem Erfolg seine Werke der Öffentlichkeit. 
Als Natur- und Landschaftsschützer setzte er sich gegen die Errichtung einer Militärbasis in den Freibergen ein. Zudem engagierte er sich für die Gründung des Kantons Jura. Rebetez unternahm auch Reisen nach Asien, Nordafrika und in Europa. Nach Sylvère Rebetez Tod wurde sein Atelier in die «Galerie des Ombelles» umgewandelt.